# Scharfeneck (zřícenina hradu)
Zřícenina hradu Scharfeneck leží jako zřícenina hradu Rauhenstein u řeky Schwechat, v obci Baden (Dolní Rakousy) u Vídně.

## Historie
Podle výsledků archeologických výzkumů bylo zjištěno, že hrad byl kolem roku 1100 obydlený a později, ve 13. století byl zase opuštěný. Je pochybnost, zda hrad v té době byl nazýván Veste Wolfsberg (pevnost vlčí hora). Jisté ale je, že hradu chyběl hospodářský základ proti mohutnému sousedovi Rauhenecku, který se udržel. Scharfeneck leží na rozdíl od Rauhenecku jen několik set metrů nad dříve běžnou komunikací probíhající údolím "Helenentalu". Jen několik metrů široký průlom na úbočí naznačuje, že hrad byl odstraněn.
Nynější název hradu vznikl teprve kolem roku 1470 kdy nějaký Ulrich Kamper pozvedl tehdejší ruinu Rauhensteinu a jako Ulrich Kamper ze Scharfeneck se dostal mezi stavovskou šlechtu.
I když zřícenina hradu nebyla obydlena, v roce 1517 se opět pozvedla a název hradu Scharfeneck zůstal.